# مطار بوري
مطار بوري ( (بالفنلندية: Porin lentoasema)‏ (بالإنجليزية: Pori Airport)‏ ) (إياتا: POR، إيكاو: EFPO) هو مطار يقع في بوري، فنلندا. حيث يبعد 1.4 ميل بحري (2.6 كـم؛ 1.6 ميل) جنوب وسط مدينة بوري. يوجد به مكتبان لتسجيل الوصول وخدمة كافيتريا. خلال عام 2011، خدم مطار بوري 54.056 مسافرًا، بزيادة قدرها 25.2% عن العام السابق. ومع ذلك، في عام 2014 انخفض إلى 24983.

## التاريخ
خلال حرب الاستمرار، تم استخدام مطار بوري بواسطة لوفتفافه.

## المرافق
المطار على ارتفاع 13 متر (43 قدم) فوق مستوى سطح البحر. يمتلك مدرجان أسفلت مرصوفان : 12/30 بقياس 2,351 by 60 متر (7,713 قدم × 197 قدم) و 17/35 هو 801 by 30 متر (2,628 قدم × 98 قدم) × 801 by 30 متر (2,628 قدم × 98 قدم).

## شركات الطيران والوجهات
| شركـات طيـران                                | الوجهات           |
| -------------------------------------------- | ----------------- |
| بودابست لخدمة الطائرات المحدودة [الإنجليزية] | مطار هلسنكي فانتا |

## الإحصاء
| السنة | الركاب المحليين | الركاب الدوليين | إجمالي الركاب | نسبة التغير |
| ----- | --------------- | --------------- | ------------- | ----------- |
| 2005  | 52456           | 7734            | 60190         | + 5.5٪▲     |
| 2006  | 58196           | 6191            | 64387         | + 7.0٪▲     |
| 2007  | 58962           | 6،952           | 65914         | + 2.4٪▲     |
| 2008  | 55839           | 10469           | 66308         | + 0.9٪▲     |
| 2009  | 50961           | 11،169          | 62130         | −6.9٪▼      |
| 2010  | 36458           | 6703            | 43161         | −30.5٪▼     |
| 2011  | 46175           | 7،881           | 54.056        | + 25.2٪▲    |
| 2012  | 14،932          | 20381           | 35313         | −34.7٪▼     |
| 2013  | 16275           | 9،954           | 26229         | −25.7٪▼     |
| 2014  | 7406            | 17.577          | 24943         | −4،8٪▼      |
| 2015  | 543             | 10523           | 11.066        | −55،7٪▼     |
| 2016  | 3،683           | 5946            | 9629          | −13،0٪▼     |
| 2017  | 9645            | 13.538          | 23183         | + 140.8٪▲   |
| 2018  | 5789            | 11،836          | 17،625        | -24٪▼       |

## النقل البري
| وسائل النقل في مطار بوري | وسائل النقل في مطار بوري | وسائل النقل في مطار بوري | وسائل النقل في مطار بوري | وسائل النقل في مطار بوري | وسائل النقل في مطار بوري |
| وسائل النقل              | المشغل أو العامل         | طريق                     | الأماكن                  | موقع إلكتروني            | ملاحظات                  |
| ------------------------ | ------------------------ | ------------------------ | ------------------------ | ------------------------ | ------------------------ |
| حافلة                    | ماتكاهولتو               | -                        | محطة الحافلات            | www.matkahuolto.fi       | كل ساعة                  |

## روابط خارجية
- فينافيا - مطار بوري
- AIP Finland - مطار بوري
- حالة الطقس في مطار بوري.
- تاريخ الحوادث لـ (POR) على شبكة سلامة الطيران.